# 私立ポセイドン学園高等部
『私立ポセイドン学園高等部』（しりつポセイドンがくえんこうとうぶ）は『週刊少年ジャンプ』2008年4・5合併号から同年24号まで連載されていた大江慎一郎の漫画作品。また、その舞台となる架空の学校名。

## 概要
話数カウントは第○話。連載開始前のタイトルは「私立メソポタミア学園」だった（週刊少年ジャンプ2007年52号予告より）。変更理由は不明。連載開始号では新連載にもかかわらず、センターカラーであり表紙の隅のほうに追いやられた。5話では予告時からのタイトル変更や新連載でセンターカラーだったことをギャグとしてコマの隅に書いていた。10話ではこれまで登場したキャラを出し、最後に「完」と銘打つなど偽最終回らしきネタを行った。『赤マルジャンプ』2008 SPRINGでは番外編が掲載された。また、同誌では他の番外編作品のウソ解説ネタも行なった。
最終巻となった2巻は11月に発売されており、単行本発刊の遅い『ジャンプ』でも短期打ち切り作品で連載終了から半年たってからの発売は異例の遅さである。また、第2巻には過去の読みきり作品の他に代原として用意されていた本誌未掲載の分が幻の16〜18話として掲載された。
本作の評価について、多くのジャンプ読者には不評で、連載開始から10周年となる2017年12月時点で、大江は10年間叩かれ続けたと振り返っている。麻生周一は、大江の漫画作品『英雄！シーザーさん』の単行本帯に「『ポセ学』より面白い」とコメントを寄せた。

## あらすじ
私立ポセイドン学園のおかしな生徒や教師（学園と無関係なネタもある）によるオムニバス形式のギャグ漫画。その多くに作者の過去の読み切り作品のキャラクターが引き継がれている。また、タイトルを始め有名作品のパロディネタも多い。

## 登場人物

### モヒカン校長
藻日山 寛治（もひやま かんじ）
ポセイドン学園高等部校長
モヒカン刈りの頭にグラサンと鼻ピアスが特徴。生徒に因縁をつけ、トイレでタバコを吸ったりと、不良生徒のような行動や適当な言動が多い。一応校長だが、朝礼で酒を飲んで寝たり彼女を連れ込んだりと1度としてまともな話を行ったことが無い。
屈強な兄がおり、わざと学園を襲わせる芝居を打って生徒たちの信頼を取り戻すが、一人の生徒に兄弟であることを目撃された。
二股がバレて彼女に振られるがよりを戻してからは言われるがままに貢がされている。
徳大寺（とくだいじ）
ポセイドン学園高等部教頭
ごくマジメな教師。校長を始め変な教職員との対応に苦労しており、特に校長には朝礼で彼女やマイクなどおかしな役をやらされるなど振り回されっぱなしで生徒にも同情されている。痔持ちである。
アケミ
校長の彼女。普通の女性だったが二股が発覚してからは、よりを戻す代わりに高額なものを貢がせている。出っ歯が特徴だったがよりを戻してからは目立たなくなった。
ヨウコ
校長の元彼女。二股が発覚してからは登場していない。メガネが特徴。
レナ
校長の元彼女。二股が発覚してからは登場していない。緑の目が特徴

### プレイボーイ水野
水野正平（みずの しょうへい）
1-Aの男子生徒でバンダナ頭に革ジャンが特徴。プレイボーイを自称しているが見るからにダサく、センスもまるでない。

### ハナモゲラ王子
ハナモゲラ＝モゲル
1-Cの男子生徒。白髪で前髪が大きい。ハナモゲラ王国の王子らしく、前髪がGに見えるじいと呼ばれる執事が付き添っている。嫁探しに日本に来たらしく、ほれた相手には求婚の朝食ダンスという意味不明な曲を踊る。その後、指輪と称した謎の生き物を連れナツコをハナモゲラ王国に連れて行く。また、相手に感謝する時もダンスを踊るが却って状況を悪くしてしまう。
作者が「メガネマン」名義で運営しているFLASHサイトでは、初登場時の話がFLASH化され公開している。
ハーデス高との戦いでは先鋒を務めたが、山の神の到着が遅れたためビル・ゲッツに一撃でやられた。
ハナモゲラ国王妃
モゲルの母親。ナツコのことを良く思っていないが、なぜか自分の行動をナツコへの嫌がらせとしてけなしている。料理が上手い。
ナツコ
1-Cの女子生徒。ハナモゲラ王子の求婚のダンスを受けあっさり断るが、ハナモゲラ王国に強引に連れて行かれる。
紳士の怪獣
ハナモゲラ王国に現れる謎の怪獣。杖で建物を破壊し王子を一撃で気絶させる力を持つが、せせらぎの女神にやられる。シルクハットやモーニングを着ているがどの辺りが紳士なのかは不明。
せせらぎの女神
ハナモゲラ王子がやられた時に現れた女神。声で回復させる役割だったが王子では全く歯が立たないため自分で怪獣を倒した。

### 最強の女子 サオリ
城ヶ崎沙織（じょうがさき さおり）
2-Aの女子生徒。「女だから弱い」と言われたくない一心で修行を積んだことで、髭が生え学園のトップと呼ばれるほど強くなる。見た目は男にしか見えないがツンデレを思わせる仕草や勘違いがたまにあり、その時だけ顔が少女漫画のようなタッチになっている。
髑髏の首飾りをつけていてその首飾りも少女漫画のようなタッチになることがある。大食らいで有名らしい。バストサイズは一応110（ただしほぼ胸筋）。
性格的にはまともなキャラだが望関係の事になると態度が一変しており、あげはが望に付きまとうようになってからは、リベンジのつもりで望を奪おうと恋人らしき行動を取ろうとする事もある。
朋立望（ともだち のぞむ）
男子生徒。沙織に因縁をつけられる。沙織に関わらないように行動しているが、よくわからない理由で付きまとわれており、ほとんどの生徒は恐れて寄り付かなくなってしまった。
ハーデス校との戦いでは、偶然にも望そっくりに整形した有利となった高須がドリンク剤のおかげで戦っていることに気付き、戦っていた沙織に伝えるも、沙織に告白と勘違いされてしまった。
あげは
女子生徒。望が沙織を倒したと勘違いし学園を牛耳る目的で彼女になろうとする。過去には野球部のバスタオル王子と付き合っていたらしい。

### 先輩と後輩
先輩
氏名不明。パンチパーマにグラサンが特徴。見た目は一応怖そうな人物のような特徴をしているが、後輩の言動に合わせようとしておかしな行動を取る羽目になる。
後輩
氏名不明。ハゲ頭と左目の上のスペードマークが特徴。先輩を慕っているが冬場のカキ氷や明らかに珍妙な柄の服などおかしな物を勧めている。

### 爆笑妖怪 めらりにょん
めらりにょん
妖怪。人を笑わせ魂を抜き取る妖怪らしい。笑ってはいけない状況でなぜか登場するが、ギャグは全く面白くないため却って相手によい結果となっている。リアクション芸などにも挑戦しているが不発に終わっており、ウケないことに真剣に悩んでいるらしい。
ハーデス高との戦いではジョビジョバンとギャグ対決を行い、策に困った末のくすぐり攻撃を反則とツッコまれ苦笑いしたため自滅した。お互い相手のギャグに笑いをこらえていたが傍から見れば泥仕合だった。
ジョビジョバン
めらりにょんの後輩。めらりにょんのツッコミ役を務めるが滑ってしまう。
ハーデス高の復讐部隊に入っており、めらりにょんとギャグ対決ではめらりにょんの自滅により一応勝利する。

### 怒羅武流
駄々
平凡な鳥居少年の前に現れたふんどし姿でグラサンを付けた自称キューシュー星人の、筋肉質な男。鳥居の家にむりやり居候し、鳥居の発情を男らしさで打ち砕く。
鳥居
ラブコメ漫画で興奮することが好きな少年。妹がいる。

### スーパーアイドルTATSU☆MAKI
田畑マサキ（たばたマサキ）
通称「キューティプリンス」。17歳でメンバー最年少。ツッコミの際はポーズを決める。
月野サトシ（つきのサトシ）
通称「ワイルドウルフ」。18歳。同じくツッコミ時はポーズを決める。
牧本ジュン（まきもとジュン）
通称「クールビューティ」。19歳。リーダーを務めている。2人と同じくツッコミの際はポーズを決める。
星田ヒカル（ほしだヒカル）
通称「アンティークダンディ」。所属事務所の社長でメンバー最年長となる42歳。事務所の社長にも拘らずグループに加入しており、グループがメジャーになれない最大の原因なのだが本人は分かっていない。

### ゆうじ君
河合祐司（かわい ゆうじ）
2-Cの男子生徒。普段は飴をなめ高校生とは思えないかわいい外見であるが、悪口を言ったものには尋常じゃない攻撃を食らわせる。蝶ネクタイを取ると手足が伸びる（ただしやるのはタックル攻撃）。知能は常識人並にあるらしくツッコミ役を務めた事もある。
ハーデス高との対決では中村をコテンパンにした挙句、煙幕を張って周囲からは中村の自滅に見せかけて勝利した。

### ハーデス学園
加多山
ハーデス学園校長。くだらないイタズラで恥をかいた過去から藻比山校長を恨んでおり、ポセ学の朝礼台を破壊して復讐部隊と共に対決を挑む。
実力では明らかに勝っていたが、やられながらも生徒の応援を受けた校長の人望に感動し棄権した。
ビル・ゲッツ
復讐部隊の一人。常人の何倍もの大きさだが、マントを着込んでいたときは普通だった。ハナモゲラ王子をあっさり一撃で倒した。
中村正吉郎（なかむら しょうきちろう）
復讐部隊の一人。エリマキトカゲのような頭に鍛えられた体であったが、ゆうじ君に完敗する。特技は五円玉で船を作る事。
高須栗男（たかす くりお）
復讐部隊の一人。実年齢89歳乍ら天才的な整形技術を持っており、両手を刃に改造しているため瞬時に顔を整形できる。さおりに対し劣勢だったところを偶然、望の顔に整形し有利となるが本物の望の助言を勘違いした沙織に敗退する。
「黄身のすべて」というドリンク剤をバトル時に隙を見て飲んでいた。

### その他
波比野 根須吉（はぴの ねすきち）
音楽教師。踊り続けないと死んでしまう奇病にかかっており、30年以上踊り続けている。
パイパイ先生
氏名不明。自ら投げたチョークに乗って飛ぶことができる。
エビス先生
氏名不明。常に笑顔でおり、怒鳴れようと殴られようと生徒を褒め続ける。
八木先生
ややスパルタ気味の体育教師で、作品中では珍しくマトモな教師。徳大寺教頭には次期教頭と期待されている。既婚。
問子留頭毛（もんご るずもう）
3年C組の教師、生徒の苦手教科をモンゴル相撲に応用して教えようとするが、そのやり方も格好もモンゴル相撲には関係なくおかしな点が多い。
主和瀬不利子（おもわせ ぶりこ）
1-Bの女子生徒。ブリっ子で甘酸っぱいセリフを言うが突然現実的に戻る。友人にも似たような女子が数人いる。
田丸英雄（たまる ひでお）
1-Bの男子生徒。ある日突然、ミラクルマンに出会い宇宙を守る戦士ミラクルマンとなる。
来須聖人（くるす まさと）
2-Dの男子生徒。人の役に立とうとして却って迷惑を掛けるが、本人は良い事をしたと思っており気づいていない。
鉄山 八・奈々（てつやま はち・なな）
2-Bの生徒。何事にも全力で取り組もうとする八と、普段は八を肩に乗せている長身な奈々の二人組。姉弟かは不明。
高橋
所属クラス不明。モテているらしいが告白はすべて断っており、明らかに不細工な人間の写真を持ち歩いている。
肩木さん
所属クラス不明。真面目な性格で、同級生のような軽い行動を真似するがやり方を間違えておかしな行動になってしまう。
ネコ委員長
所属クラス不明。見た目の通りネコであるが、頭は良くクラス中に実力が認められている。
ハーデス高との対決では解説者として登場し、普通に喋れる事が発覚した。
犬丸くん
所属クラス不明。名前の通り犬の外見をしている。同級生を匂いで判別している。
魔弥子さん（まみこ-さん）
所属クラス不明、霊能力者でゆうじ君のアメの霊を退治した。
アナウンスの人
朝礼でアナウンスを務めている人物。登場した事はないが、校長の奇行やそれに振り回される教頭を前にしても、普通にアナウンスを行っている。
ミラクル次郎（ミラクルじろう）
ミラクル星出身。胸に食べると宇宙を支配できるほどの力を得るミラクルボールという玉があり、ミラクルボールを狙う悪者と戦っている。田丸の正義感を見込んで戦士としての力を与える。
イリオモテ山根
イリオモテヤマネコの化身。人間によって住処を奪われたネコ達のため人類滅亡を目指しているが、ドジばかり踏んで逆に助けられている。

## 舞台設定
ポセイドン高等学校
受験者は全員合格でき進学者の東大（提携校の東ポセイドン大学）進学率が全国一位という、他の学校に行けないバカや問題児が集まる高校。
ハナゲモゲラ国
詳しい地理などは不明。国中に奇妙な生物が徘徊する風景が広がり、国民は民族衣装らしきものを着用している。また、八百万神の思想に元づく世界観が特徴。

## 単行本
1. ポセイドン学園へようこそ！ ISBN 978-4-08-874548-0、併録:「オオエ丼」・「爆笑妖怪めらりにょん」
2. さらば!ポセイドン学園！ ISBN 978-4-08-874596-1、併録:「爆裂非常勤講師ビッグバン」・「肉ガリ -NIKUGARI-」